# باعث لايمان ألفا

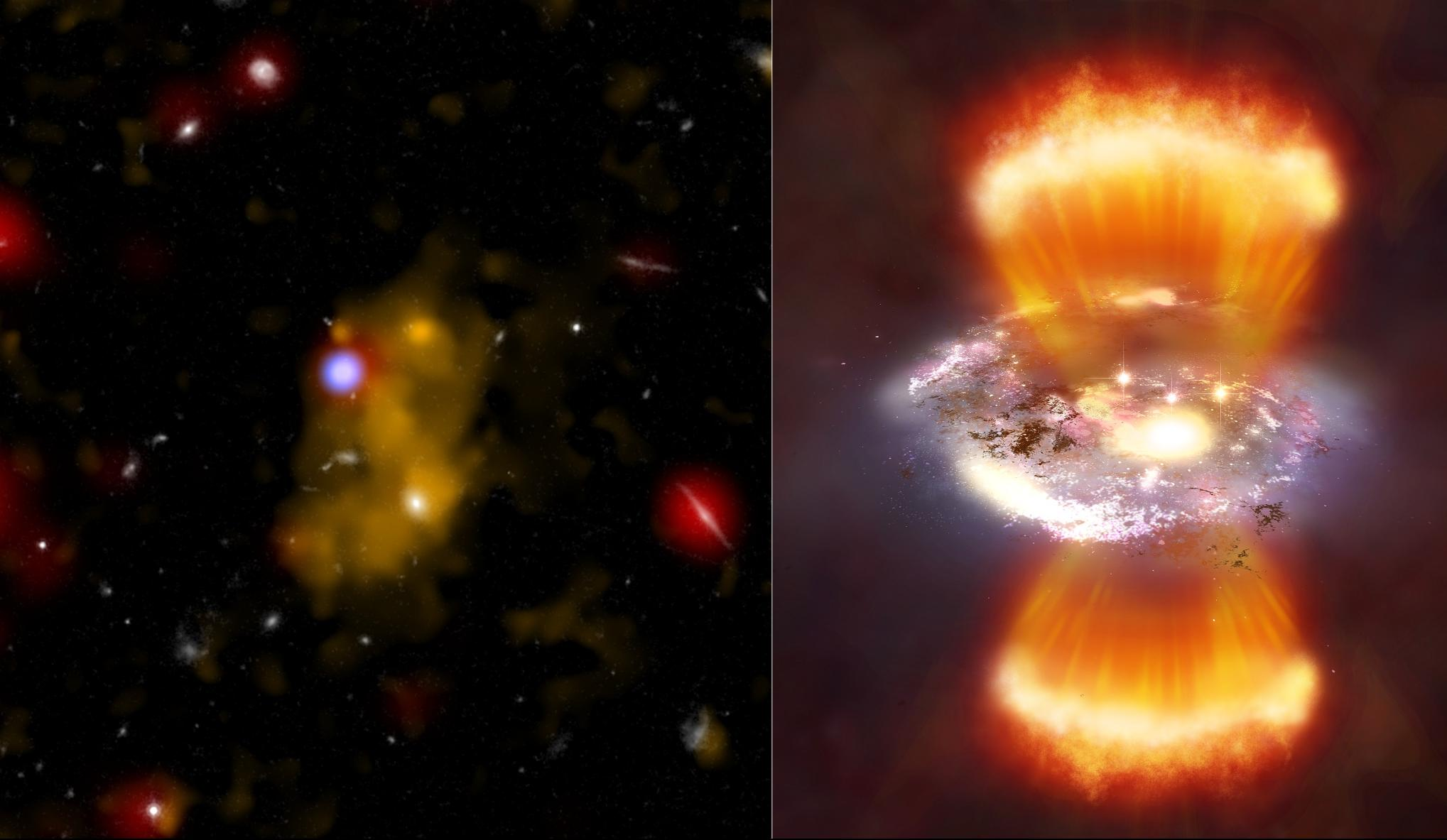
باعثة ليمان (يسار)، تصور فني لشكل المجرة اذا تم مشاهدتها عن قرب (يمين).

باعث لايمان ألفا  Lyman-Alpha Emitter (LAE) نوع من المجرات القديمة والبعيدة وسميت لايمان نسبة لمكتشف خطوط الطيف لذرة الهيدروجين الفيزيائي الأمريكي ثيودور لايمان عام 1906.
و هي سلسلة من خطوط الطيف أو الخط الطيفي لذرة الهيدروجين والذرات المشابهة لها . باعث ليمان ألفا نوع من المجرات البعيدة التي تنفث إشعاع ليمان ألفا ، مجرات انبعاثات ليمان ألفا بعيدة للغاية وبسبب وقت السفر المحدود للضوء فإنها توفر لمحات في تاريخ الكون. ويعتقد أنها أسلاف معظم المجرات الحديثة من نوع مجرة درب التبانة.
يمكن العثور في الوقت الحاضر على هذه المجرات بسهولة في عمليات البحث على نطاق ضيق عن وجود فائض من تدفق الموجات الضيقة في الطول الموجي الذي قد يفسر على أنه انزياحها الأحمر.
{\displaystyle 1+z={\frac {\lambda }{1215.67\mathrm {\AA} }}}
حيث z الانزياح الأحمر، {\displaystyle \lambda } هو الطول الموجي الملاحظ. 1215.67 Å هو الطول الموجي من انبعاثات ليمان ألفا .
و يعتقد ان خطوط ليمان سببها الثوران المستمر لتشكل النجوم
تقع خطوط ليمان في نطاق الأشعة فوق البنفسجية ولذلك فلا يمكن رؤياها بالعين المجردة أو التلسكوبات البصرية

## أهميتها في علم الفلك
ويهتم علماء الفلك بخطوط ليمان اهتماما خاصا عند دراستهم للنجوم والمجرات البعيدة والنجوم الزائفة أشباه النجوم، ذلك لأن دراسة الانزياح الأحمر للضوء والأشعة الكهرومغناطيسية الصادرة من الأجرام السماوية ومجرات لايمان يساعد على تتبع هالات المادة المظلمة . ودراسة تطور توزيع المادة في الكون، وعلماء الفلك يسعون لكتشاف انبعاث لايمان-ألفا من هذة المجرات ؛ الذي يتكون من تسخين غاز الهيدروجين بالأشعة فوق البنفسجية المنبعثة من النجوم حديثة الولادة.

## الخصائص
بواعث ليمان ألفا عادة ما تكون مجرات منخفضة الكتلة حوالي 10 ^ 8 أو 10 ^ 10 كتلة شمسية. وهي في الغالب مجرات شابة من 200-إلى 600 مليون سنة، ولديها أعلى معدل تكوين للنجوم من أي من المجرات المعروفة في الكون.
و تشير كل هذه الخصائص إلى أن بواعث ليمان ألفا من أسلاف المجرات من نوع مجرة درب التبانة
هناك أدلة كثيرة على أن كمية الغبار من هذه المجرات يمكن أن تكون كبيرة، وبالتالي يتم التعتيم على سطوع هذه المجرات .

## اقرأ أيضاً
- انزياح أحمر
- عودة التأين
- الإنفجار العظيم
- عمر الكون
- مجرة الانزياح الأحمر 7
- هيميكو (فقاعة لايمان-ألفا )